# Barnes Hill
Barnes Hill es una localidad de Antigua y Barbuda, en la parroquia de Saint George.
Se ubica a una altitud de 22 m sobre el nivel del mar, al noreste de la isla Antigua, a poca distancia del aeropuerto Internacional V. C. Bird.
Según estimación 2010 contaba con una población de 1290 habitantes.